# 小行星6528
小行星6528（6528 Boden）是一颗绕太阳运转的小行星，为主小行星带小行星。该小行星于1993年3月21日发现。

## 轨道参数
小行星6528的轨道半长轴为2.2542381 UA，离心率为0.174。